# Надельхорн
Надельхорн (нем. Nadelhorn) — вершина высотой 4327 метров над уровнем моря в Пеннинских Альпах в кантоне Вале, Швейцария. Первое восхождение на вершину совершили Батист Эпине, Франц Анденматтен, Алоиз Зуперзаксо и Йозеф Циммерманн 16 сентября 1858 года.

## Физико-географическая характеристика
Надельхорн расположен на юго-западе Швейцарии в кантоне Вале на гребне горного массива Надельграт. Гребень соединяет вершины Леншпитце, Надельхорн, Штеккнадельхорн, Хёбергхорн и Дюрренхорн (все вершины высотой выше 4000 метров, входят в основной список вершин-четырёхтысячников Альп, составленный UIAA), среди которых Надельхорн является самой высокой вершиной. На юге Надельграт соединяется с массивом Мишабель, на западе массив примыкает к долине Маттерталь. Вершина Надельхорн расположена практически на прямой, соединяющей деревню Ранда с запада, и Зас-Фе с востока.
Примерно в 10 метрах на северо-запад от вершины Надельхорна расположена пещера овальной формы (нем. Nadelloch, англ. Needle hole, Игольное ушко), которая хорошо видна с перевала Фестийох (нем. Festijoch), который проходится во время восхождения на вершину Дом. Согласно основной версии, именно по названию этой пещеры Надельхорн и получил своё название. По другой версии, вершина была прозвана Nadel (англ. Needle, Игла) из-за характерной формы вершины, если смотреть на неё с севера.

## История восхождений
Первое восхождение на вершину совершил Батист Эпине в сопровождении проводников Франца Анденматтена, Алоиза Зуперзаксо и Йозефа Циммерманна 16 сентября 1858 года.
Классический маршрут на вершину начинается от хижины Мишабель, и пролегает по северо-восточному гребню. Маршрут имеет категорию II по классификации UIAA (PD по классификации IFAF). Остальные маршруты на вершину сложнее, и имеют категорию III и выше по классификации UIAA.